# Sekwencja Potter
Sekwencja Potter (sekwencja małowodzia, zespół Potter, ang. Potter's syndrome, Potter's sequence, oligohydramnios sequence) – sekwencja wad wrodzonych spowodowana najczęściej obustronną agenezją nerek i związanym z nią małowodziem lub bezwodziem. Innymi przyczynami sekwencji Potter mogą być obstrukcja dróg moczowych płodu, wielotorbielowatość nerek, hipoplazja nerek i przedwczesne pęknięcie pęcherza płodowego (PROM).
Sekwencja Potter objawia się charakterystyczną dysmorfią twarzy (tzw. twarz Potter: płaski nos, cofnięty podbródek, zmarszczka nakątna, nisko osadzone, zniekształcone małżowiny uszne), wynikającą z działania czynników fizycznych deformujących pozbawione ochronnego działania wód płodowych struktury twarzy: nos, uszy, powieki. Ucisk wewnątrzmaciczny powoduje też deformacje wygięciowe kończyn i przykurcze stawowe.
Już w 1671 roku Wolfstrigel opisał związek agenezji nerek z wadami płodu. Sekwencję małowodzia, jej patogenezę i obraz kliniczny przedstawiła w 1946 roku Edith Potter (1901–1993).